# Mankells Wallander: Die Schuld
Die Schuld (schwedisch: Skulden) ist ein schwedisch-deutscher Fernsehfilm aus dem Jahr 2009.
Es handelt sich um die zweite Folge der zweiten Staffel, also die insgesamt fünfzehnte Folge der schwedischen Kriminalserie Mankells Wallander mit Krister Henriksson in der Hauptrolle. Die Uraufführung in Schweden fand am 17. Juni 2009 auf TV4 statt; die deutschsprachige Erstausstrahlung erfolgte am 5. April 2010 auf Das Erste.

## Handlung
Wallander übernimmt die Ermittlungen, als aus einem Vorschul-Kindergarten in Ystad der sechsjährige Albin Landberg verschwindet. Suchtrupps der Polizei suchen nach dem Jungen, doch weder taucht Albin auf, noch ist irgendjemandem etwas Verdächtiges aufgefallen.
Martinsson verdächtigt den Pädophilen Greger Frankman. Dieser hatte bis vor kurzem im Gefängnis gesessen, weil er sich an kleinen Jungs vergriffen hat. Er wohnt bei seiner Mutter Signe weniger als drei Kilometer von der Vorschule entfernt. Die Befragung durch Martinsson ergibt keine neuen Erkenntnisse. Martinsson vermutet, dass Frankmans Mutter ihm ein falsches Alibi gibt. Er schlägt eine Hausdurchsuchung vor, oder Greger Frankman einzubestellen, doch Staatsanwältin Katarina Ahlsell findet, dass die Polizei zu wenig gegen ihn in der Hand hat.
Wallander ordnet an, Frankman überwachen zu lassen. Als Frankman den Schuppen seiner Wohnung betritt und sich augenscheinlich verdächtig verhält, lässt Martinsson den Schuppen stürmn, was sich allerdings als falscher Alarm herausstellt. Ein Freund von Martinsson bekommt den Einsatz mit und vermutet, dass die Polizei Frankman im Visier hat.
Da taucht Albins Leiche im Wasser auf. Die Leiche hat ein bis zwei Tage im Wasser gelegen, es gibt keine äußeren Anzeichen von Gewalt. Es fehlt seine rote Schildmütze. Als Albins Kindergärtnerin Rebecka Odelman von weitem die Polizei sieht, macht sie wieder kehrt. Später ist sie mit dem Zug unterwegs und wirft die Schildmütze aus dem Zugfenster.
In der Zwischenzeit starten besorgte Eltern eine Aktion gegen Greger Frankman.
Als Wallander Rebecka Odelman an ihrer Arbeitsstelle aufsuchen will, fehlt sie, angeblich krankheitsbedingt. Ihr Freund sagt aus, sie wäre zu ihren Eltern nach Göteborg gefahren. Bei ihren Eltern ist sie allerdings auch nicht. Wallander schreibt sie zur Fahndung aus. Als Rebecka Odelman ihr Handy benutzt, findet Isabell heraus, dass sie sich in Halmstad aufhält.
Als Wallander die Kindergartenkinder befragen will, gibt Nyberg ihm den Rat, Staatsanwältin Katarina Ahlsell zu Rate zu ziehen, da sie eine Ausbildung für Befragungen von Minderjährigen hat und der kleinste Fehler dabei verheerende Wirkungen haben kann. Die Kinder machen unterschiedliche Angaben darüber, was Rebecka Odelman gerade gemacht hat, als Albin verschwand.
Die Gerichtsmedizinerin ist sich inzwischen nicht mehr sicher, ob Albin ertrunken ist. Es gibt keine Anzeichen für sexuellen Missbrauch; bis auf paar blaue Flecken am Unterarm gibt es auch sonst keine Anzeichen von Gewalt. Als eine Polizeistreife Rebecka Odelman findet, reagiert Wallander ärgerlich auf sie, weil sie verreist ist, nachdem ein Kind aus ihrer Kindergartengruppe verschwunden ist. Da platzt Lars Persson in das Verhör und beschwert sich, dass die Kindergartenkinder ohne die Anwesenheit der Erziehungsberechtigten befragt wurden; ferner findet er heraus, das gegen Greger Frankman ermittelt wird. Als Wallander das Verhör fortsetzt, sagt Rebecka Odelman schließlich aus, dass sie in Halmstadt war, um einen anderen Mann zu besuchen. Als er sie auf der Arbeit anrief, sind drei Kinder verschwunden, um Süßigkeiten zu kaufen, aber als sie mit den Kindern wiederkam, war Albin noch da. Er glaubt ihr, weil sie von der verschwundenen Schildmütze weiß und die Kinder ihre Aussage bestätigen.
Nachdem Martinsson Frankman an einem Kinderspielplatz hat sitzen sehen, beschließt Wallander, gegen Frankman zu ermitteln. Martinsson verfolgt in der Nacht zwei Unbekannte, die in der Nacht Frankmans Haus mit einer Nachricht beschmieren, dass hier ein Pädophiler wohnt. In der nächsten Nacht werfen zwei Unbekannte Steine durch das Fenster in Frankmans Wohnung; einer der Steine trifft Frankmans Mutter tödlich am Kopf.
Inzwischen ist sich die Gerichtsmedizinerin sicher, dass Albin nicht sexuell missbraucht wurde. Es fehlen auch die normalen Anzeichen für einen Ertrinkungstod; stattdessen hatte Albin Ataraktikum im Blut. Möglicherweise war er schon tot, bevor er ins Wasser kam. Wallander meint sich zu erinnern, dass Albins Mutter ein Beruhigungsmittel genommen hat, als sie von Albins Tod erfuhr. Nyberg weiß zu berichten, dass Albins Vater in der Pharmabranche arbeitet. Wallander findet im Badezimmer der Familie ein Mittel namens Xanor. Laut Aussage der Gerichtsmedizinerin passt es zu dem Mittel, das Albin im Blut hatte. Wallander bekommt von Katarina Ahlsell eine Hausdurchsuchung genehmigt, aber nur, wenn die Eltern getrennt verhört werden. Bei der Hausdurchsuchung findet Pontus einen Mörser mit Tablettenresten. Albins Mutter sagt aus, dass ihr Mann Albins zehnjährigem Bruder Viktor zwischendurch Xanor gegeben hat, weil dieser immer wilder wurde. Nach seinem Verhör bittet Albins Vater Svartman, seinen Kautabak aus dem Auto holen zu dürfen, nutzt diesen Moment aber zur Flucht. Wallander findet ihn vor, als er gerade dabei ist, Viktor unter Druck zu setzen. Wallander merkt intuitiv, dass an der Auflösung des Falles irgendetwas nicht stimmt, hat dann aber eine Eingebung. Er fährt mit Katarina zu Albins Mutter und bittet darum, mit Viktor sprechen zu dürfen. Dieser rennt fort und wird von einem Spaziergänger mit Hund eingefangen. Viktor erzählt, dass Albin eine Playstation geschenkt bekam, er aber nicht, obwohl er sich eine gewünscht hat. Er spürte, dass seine Eltern Albin lieber hatten und sein Vater ihm selber die Tabletten gegeben hat, damit er ruhiger und lieber wird. Dann hat Viktor Tabletten im Mörser zurechtgemacht, ist zur Kindergartengruppe gelaufen und hat Albin mitgenommen. Auf dem Weg ist er mit Albin wegen der Playstation in Streit geraten, wobei Albin ins Wasser gefallen ist. Seine Mutter meint, wenn sie und ihr Mann Viktor bisher nicht genug geliebt hätten, müssten sie jetzt damit anfangen; die Leute würden Viktor jetzt sicher für ein Monster halten.
Greger Frankman erschießt sich mit seinem Gewehr.

## Kritiken
„Psychologisch ausbalancierter (Fernseh-)Kriminalfilm aus der Mankell-Serie, dessen Protagonist einmal mehr mit den Abgründen der menschlichen Existenz konfrontiert wird. - Ab 16.“